# Archytas daemon
Archytas daemon är en tvåvingeart som först beskrevs av Christian Rudolph Wilhelm Wiedemann 1830.  Archytas daemon ingår i släktet Archytas och familjen parasitflugor. Inga underarter finns listade i Catalogue of Life.